# Mei long

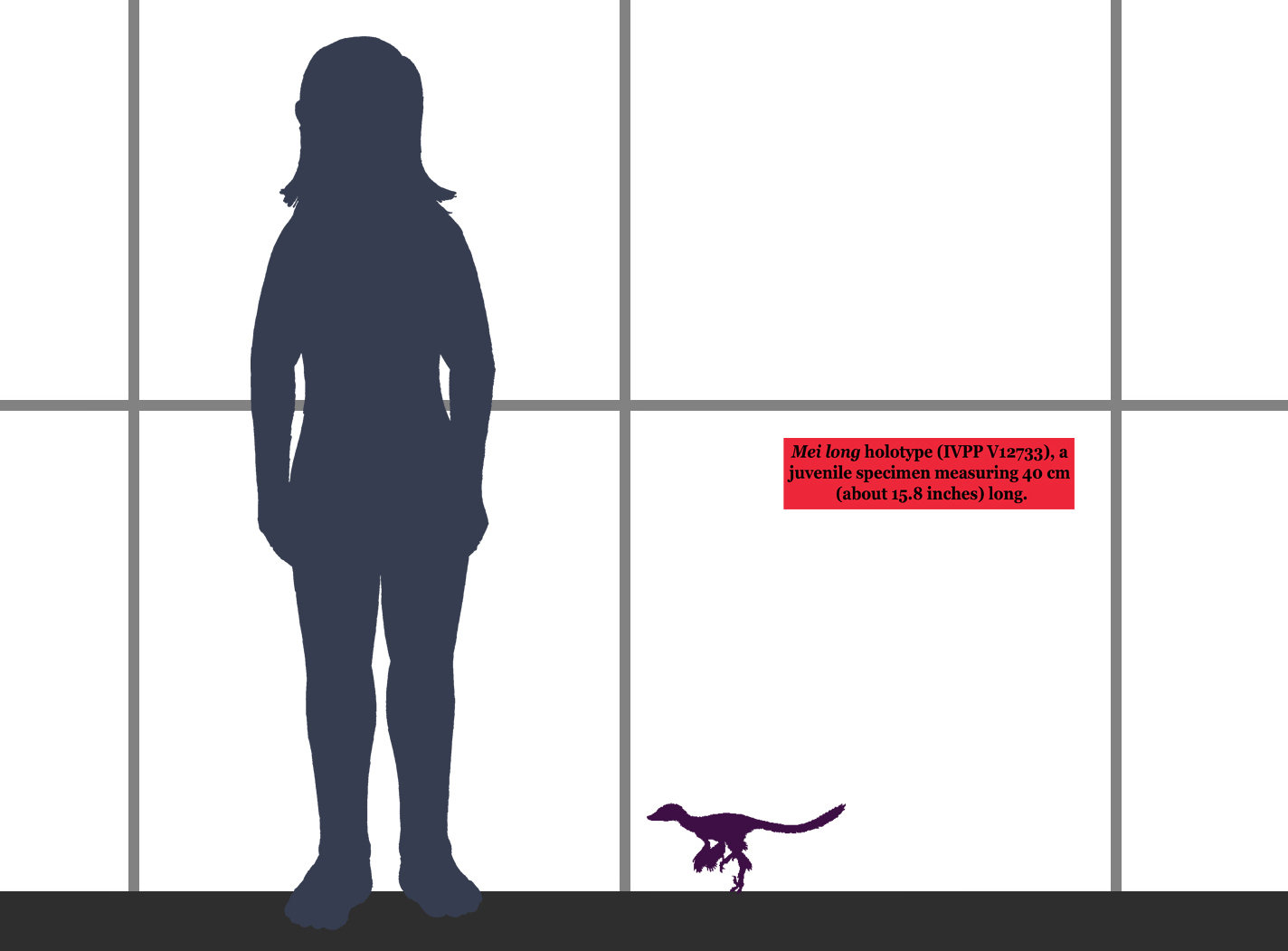
Scala dimensionale

Mei long (dal cinese Drago Dormiente) è un dinosauro carnivoro della Cina vissuto nel Cretacico inferiore-medio, 120-130 milioni di anni fa.
L'animale è lungo 53 cm e risulta essere uno dei dinosauri più piccoli scoperti. La particolarità di questo fossile è la posizione in cui è stato ritrovato: il fossile di Mei è raggomitolato su sé stesso tenendo la testa sotto l'ala  sinistra. Questa posizione è usata dagli uccelli mentre dormono per mantenere costante la temperatura corporea. Questo reperto è un'ulteriore prova della familiarità tra uccelli e dinosauri (la maggior parte degli scienziati ritiene che gli uccelli "sono" dinosauri) e dell'omeotermia (sangue caldo) di questi ultimi. Probabilmente, il Mei è stato ucciso nel sonno da una tempesta di sabbia o da qualche altra catastrofe naturale.
Le caratteristiche fisiche del Mei sono: testa stretta e allungata, piccoli e sottili denti molto vicini tra loro, tibie più lunghe dei femori (segno che era un dinosauro adatto alla corsa), occhi grandi, scatola cranica ampia e, forse, un corpo ricoperto di sottili piume o protopiume.
Si alimentava di insetti e altri piccoli animali.